# Skye McCole Bartusiak
Skye McCole Bartusiak (ur. 28 września 1992 w Houston, zm. 19 lipca 2014 tamże) – amerykańska aktorka, wcześniej aktorka dziecięca.
Debiutowała jako siedmiolatka występem w filmie Zagadka proroka. Kolejne role, to przede wszystkim gościnne występy w popularnych serialach (m.in. JAG, Frasier). Przełomową okazała się rola w Patriocie z Melem Gibsonem. W latach 2002-2003 pojawiała się regularnie jako Megan Matheson w serialu 24 godziny. W filmie Nikomu ani słowa z 2001 roku, dodatkowo wykonywała piosenkę.

## Wybrana filmografia
- 1999 – Sztorm stulecia – Pippa
- 2000 – Patriota – Susan Martin
- 2001 – Nikomu ani słowa – Jessie Conrad
- 2001 – Chłopaki mojego życia – Amelia 8-letnia
- 2002 – Ciąg dalszy historii domku na prerii (TV) – Rose Wilder
- 2002-2003 – 24 godziny (serial) – Megan Matheson
- 2003 – Miłość przychodzi powoli (TV) – Missie Davis
- 2005 – Boogeyman – Franny Roberts
- 2005 – Dr House (serial) – Mary (występ gościnny)
- 2005 – Zagubieni (serial) – Kate w dzieciństwie (występ gościnny)
- 2006 – Zabij swoich ukochanych – Słoneczko